# Калиопи Димитриаду
Калиопи Димитриаду (на гръцки: Καλλιόπη Δημητριάδου) e гръцка просветна деятелка и революционерка от Македония.

## Биография
Родена е в 1880 година в южномакедонския град Бер в семейството на учителя Меркуриос. Завършва женското училище и започва работа като учителка. Същевременно активно подкрепя гръцката въоръжена пропаганда в Македония. Преподава в Енидже Вардар, Струмица и Гевгели. Български дейци правят опити за убийството ѝ. От 1912 до 1931 година е директорка на женското Практическо училище във Воден. През 1931 г. е наградена от Атинската академия. Умира в Солун през февруари 1967 година.